# Océanite de Nouvelle-Calédonie
Fregetta lineata
Espèce
Statut de conservation UICN

 DD  : Données insuffisantes
L’Océanite de Nouvelle-Calédonie (Fregetta lineata) est une espèce d'oiseaux marins de la famille des Oceanitidae.

## Répartition et habitat
C'est un nicheur endémique de Nouvelle-Calédonie mais hors période de nidification, il vit dans une zone plus large allant de la mer de Corail et le Pacifique Sud, jusqu'aux Marquises à l'Est.
Des observations en mer continuent d'être effectuées sur la côte Est de l'Australie, mais l'emplacement d'une colonie reproductrice n'a pas encore été découvert. Le 26 septembre 2014, un juvénile de F. lineata a été découvert sur les côtes de la Nouvelle-Calédonie continentale, dans une zone habitée. Il s'agit du seul signalement définitif de F. lineata sur terre et indique un lieu de reproduction probable à proximité.

## Taxonomie
Décrit en 1848, l'Océanite de Nouvelle-Calédonie, aux côtés de l'Océanite maori (Fregetta maoriana) qui partage une coloration striée similaire, a longtemps été considéré comme simplement un membre aberrant d'une autre espèce d'Océanite. La reconnaissance de l'Océanite maori en tant qu'espèce à part entière a conduit à une réévaluation de l'Océanite de Nouvelle-Calédonie, et il a ainsi été relancé en tant qu'espèce distincte en 2022. On pense qu'il est en danger critique d'extinction, avec une population adulte de seulement 100 à 1 000 couples. Actuellement l'IUCN juge que les données sont insuffisantes pour donner son avis.
Le nom valide complet (avec auteur) de ce taxon est Fregetta lineata (Peale, 1848).
L'espèce a été initialement classée dans le genre Thalassidroma sous le protonyme Thalassidroma lineata Peale, 1848.
Ce taxon porte en français le nom vernaculaire ou normalisé suivant : Océanite tempête de Nouvelle-Calédonie.